# Virus Coxsackie
Virus Coxsackie (též Human coxsakievirus) je RNA virus patřící do čeledi Picornaviridae, do významného rodu Enterovirus. Dříve byly rozeznávány tři desítky druhů (Human coxsakievirus A1 až A24, B1 až B6), dnes jsou součástí šíře pojatých druhů Enterovirus A, Enterovirus B a Enterovirus C.
Je známo celkem různých 24 sérotypů, které se dělí dvou skupin A a B dle účinku na juvenilní myši. Zatímco Coxsackie A způsobují nekrózu kosterního svalstva, paralýzu až úhyn myší, skupina B působí poškození orgánů s menší intenzitou. Viry způsobují řadu nemocí člověka. Virus coxsackie A sérotyp 16 je původcem nemoci rukou, nohou a úst u dětí s typickými aftami. Coxsackie A mohou způsobovat rovněž konjunktivitidy. Obě skupiny mohou vyvolávat meningitidy, myokarditidy či perikarditidy. Někteří vědci se zabývají myšlenkou, zda Coxsackie B viry nemohou mít souvislost se vznikem diabetu 1. typu. Tyto hypotézy však jsou dosud předmětem výzkumu.

## Historie
Coxsackie virus byl pojmenován podle města Coxsackie ve státě New York (USA), kde byl poprvé objeven (1948-1949) Gilbertem Dalldorfem.